# فريدريك سيمنز
فريدريك سيمنز (بالألمانية: Friedrich Siemens)‏ (و. 1826 – 1904 م) هو رائد أعمال، ومهندس ألماني، توفي في درسدن، عن عمر يناهز 78 عاماً.